# Исенжо (округ)
Исенжо́ (фр. Yssingeaux) — округ (фр. Arrondissement) во Франции, один из округов в регионе Овернь. Департамент округа — Луара Верхняя. Супрефектура — Исенжо.
Население округа на 2006 год составляло 79 025 человек. Плотность населения составляет 68 чел./км². Площадь округа составляет всего 1160 км².